# یوستینا (امپراتریس)
یوستینا یا جاستینا (انگلیسی: Justina; (388-340) نایب‌السلطنه، و امپراتریس اهل روم باستان بود.